# Acanthurus leucosternon

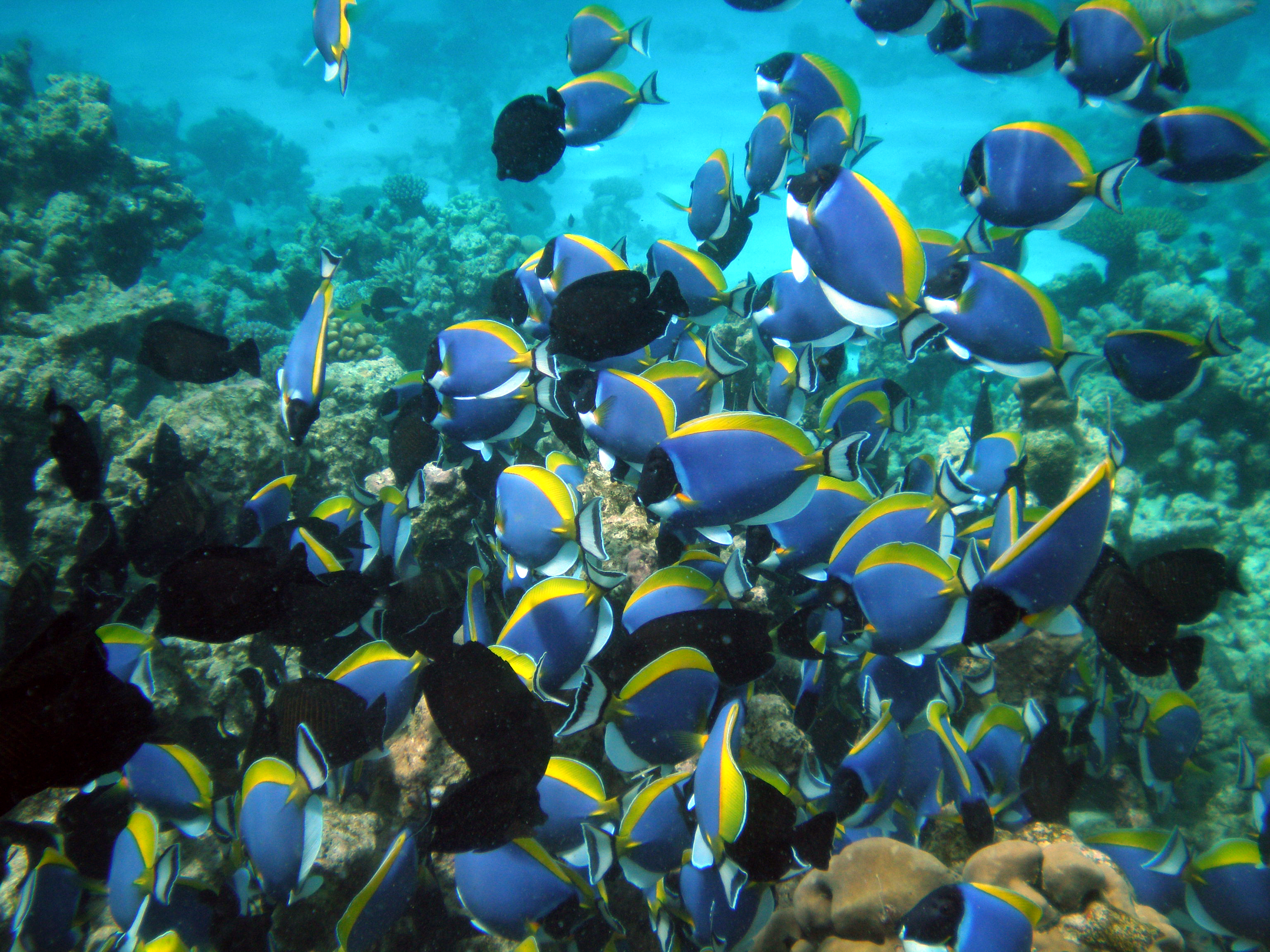
Cardume nas Maldivas, Oceano Índico

Acanthurus leucosternon, conhecido como cirurgião-azul-claro, é um peixe do gênero Acanthurus, sendo normalmente capturado para utilização em aquários como um peixe ornamental.
Com o tamanho variando entre 18 e 23 centímetros, possui uma lâmina em ambos os lados da barbatana caudal que pode ser usada para defesa, causando ferimentos no seu agressor.
Na natureza é encontrado em recifes e encostas ao longo Oceano Índico, Bali e Indonésia.